# Wij (album)
Wij – drugi solowy album Króla. Został wydany 13 kwietnia 2015 przez Kayax.

## Lista utworów
1. Bez korzeni
2. Start
3. Pośrednia stacja
4. Zaklęcie
5. Szlag
6. Zły
7. Za nimi
8. Tajemnica

## Nagrody i wyróżnienia
- "Najlepsze płyty roku 2015 - Polska" według Wyborczej / mediów Agory: 18. miejsce[5]